# Crazy Clown Time
Crazy Clown Time è il primo album studio del regista statunitense David Lynch. Prima di questa pubblicazione il regista aveva già composto con Angelo Badalamenti alcune tracce delle colonne sonore dei suoi film e aveva collaborato con artisti tra cui John Neff (per l'album BlueBob), Julee Cruise e Sparklehorse & Danger Mouse (per Dark Night of the Soul).
Il disco è stato pubblicato il 7 novembre 2011 in Europa e l'8 novembre 2011 nel Nord America dalle etichette indipendenti Sunday Best Recordings e Play It Again Sam.
L'uscita del disco viene anticipata dai singoli Good Day Today/I Know pubblicati il 26 novembre 2010 in formato digitale e il 10 gennaio in CD.
La title track è stata messa a disposizione per il download gratuito e lo streaming sulla pagina facebook ufficiale del regista.
Lynch stesso ha girato il video musicale del brano che dà il nome all'album.

## Il disco
L'album è stato registrato e missato all'Asymmetrical Studio ad Hollywood da Lynch e Hurley, già sala di registrazione per le composizioni originali delle colonne sonore di Twin Peaks, di Mulholland Drive, Una storia vera, Eraserhead, Inland Empire e collaborazioni tra Lynch e altri artisti come Jocelyn Montgomery, John Neff, Marek Zebrowski e Ariana Delawari. Il mastering è invece è stato affidato a Brian Lucey presso il Magic Garden Mastering a Columbus (Ohio).
Alla prima traccia, Pinky's Dream, collabora la frontwoman degli Yeah Yeah Yeahs, Karen O. Lynch e la cantante si sono conosciuti circa otto anni prima, tramite l'agente Brian Loucks. Durante le registrazioni di Crazy Clown Time Lynch le ha proposto di cantare le parti vocali di Pinky's Dream sperimentando con lui all'Asymmetrical Studio.
Il titolo dell'album Crazy Clown Time (che in italiano può essere tradotto come il tempo del pagliaccio matto) si riferisce al "mondo come è al giorno d'oggi".
Per le atmosfere musicali Lynch si è ispirato al blues e alla musica del musicista texano Gary Clark, Jr. arrivando a quello che lui definisce "modern blues". Le tracce vocali eseguite da Lynch sono distorte con diversi effetti sonori. Su twitter Lynch ammette di non apprezzare il suono della propria voce. Il regista spiega: «Una voce secca e inalterata è disastrosa. Come per tutti gli altri strumenti, al giorno d'oggi la manipolazione è "la regola del gioco".»
L'album non è stato supportato da alcun tour perché Lynch e Hurley si considerano una band da studio di registrazione, perciò le loro composizioni sono poco adatte ad essere eseguite dal vivo.

## Accoglienza
Sul Washington Post viene sottolineata l'assurdità dei testi scrivendo: «Un mix tra filosofia e stupidità appare in Strange and Unproductive Thinking [...] dove un incoerente soliloquio new Age alla fine cede il posto a una riflessione sul rapporto tra igiene orale e la salute emotiva.»

## Tracce
Testi e musiche di David Lynch e Dean Hurley.
1. Pinky's Dream – 4:01
2. Good Day Today – 4:39
3. So Glad – 3:36
4. Noah's Ark – 4:55
5. Football Game – 4:20
6. I Know – 4:04
7. Strange And Unproductive Thinking – 7:30
8. The Night Bell With Lightning – 5:00
9. Stone's Gone Up – 5:22
10. Crazy Clown Time – 7:00
11. These Are My Friends – 4:58
12. Speed Roadster – 3:55
13. Movin' On – 4:15
14. She Rise Up – 5:16
15. Sparkle Lounge Blues – 3:49 – iTunes Bonus Track

Durata totale: 72:40

## Formazione
- David Lynch - voce (tutte le tracce eccetto 1, 8, 15), chitarra elettrica (tutte le tracce eccetto 2, 4, 14, 15), sintetizzatore in I Know, omnichord in Movin' On, percussioni in Strange And Unproductive Thinking , art direction, artwork, missaggio
- "Big" Dean Hurley - basso elettrico (tracce 6, 8, 9, 11, 12, 13), batteria (tutte le tracce eccetto 2, 4, 7, 9, 14, 15), chitarra elettrica (tracce 1, 3, 6, 7, 8, 9, 13, 14), programmazioni (tracce 2, 4, 9, 14), sintetizzatore (2, 9, 14), organo Hammond in I Know, missaggio
- Karen O - voce in Pinky's Dream
- Chris Bigg - design
- Vaughan Oliver - design
- Brian Lucey - mastering

## Classifiche
| Classifica (2011)               | Posizione massima |
| ------------------------------- | ----------------- |
| Belgian Albums Chart (Flanders) | 68                |
| Belgian Albums Chart (Wallonia) | 5                 |
| French Albums Chart             | 96                |
| Swiss Albums Chart              | 96                |